# Magic (Bruce Springsteen-album)
 For alternative betydninger, se Magic. (Se også artikler, som begynder med Magic)
Magic er det femtende studiealbum af Bruce Springsteen, udgivet i 2007 af Columbia Records. Det er hans første album med E Street Band efter The Rising i 2002. Albummet blev placeret som #2 på Rolling Stones liste over Top 50 Albums i 2007.

## Historie
Albummet blev annonceret den 16. august 2007.
Af albummets numre, var "Long Walk Home" tidligere blevet hørt, ved udgangen af 2006 Sessions Band Touren, resten af albummets indhold var nye numre. Det meste af albummet var blevet skrevet ved udgangen af 2006; Springsteen havde tilladt producer Brendan O'Brien (der også producerede The Rising og Devils & Dust) at vælge de sange der virkede best. Albummet blev optaget i Southern Tracks Recording Studio i Atlanta over en periode på to måneder, der startede i marts 2007. Det blev kompliceret af E Street Bands medlemmer, og især trommeslager Max Weinberg havde promoveret albummet i Late Night with Conan O'Brien. Bandet optag ikke som en enhed: Springsteen arbejdede i hverdagene med vokalspor og produktionen og i weekenderne tog Weinberg, bassisten Garry Tallent pianisten Roy Bittan over. Derefter med jævne mellemrum, blev de andre bandmedlemmer kaldt ind efter behov. Producer Brendan O'Brien overrakte saxofonist Clarence Clemons studiet til ham og Springsteen, når der skulle optages med saxofon.

## Udgivelse og modtagelse
Ifølge Music Week, blev Magic Springsteens syvende nummer et album i Storbritannien, med salg af over 77.692 eksemplarer i den første uge. I den anden salgsuge, var salget faldet til 28.348.
Magic debuterede som nummer 1 på den amerikanske Billboard 200 liste, og blev Springsteens ottende nummer 1 album i USA, med 335.000 solgte eksemplarer i den første uge. Efter en uge, lå albummet på nummer 2, men solgte yderligere 77.000 eksemplarer i den anden salgsuge. I den fjerde uge, var albummet faldet ned på nummer 12. 
Magic var desuden nomineret til Grammy Award i 2008, for bedste rockalbum, men tabte til Foo Fighters' Echoes, Silence, Patience & Grace.
Salget af Magic i USA var temmelig godt, trods meget lidt airplay. Fox News rapporterede, at mediekoncernen Clear Channel havde pålagt deres klassiske rock stationer, at de ikke skulle spille sange fra Magic, selvom de ofte spillede Springsteens gamle sange fra 70'er og 1980'erne. Clear Channel reagerede ved at sige, "i de første dage efter udgivelsen, spillede vi sangene mere, end andre stationer gjorde".
Ved udgangen af 2007 i Storbritannien, havde "Girls in Their Summer Clothes" og "Long Walk Home" jævnligt blevet spillet på de engelske radiostationerne, trods at de endnu ikke var udkommet på singler.
I januar 2009, havde Magic solgt over en million eksemplarer i USA, og 4.795.660 eksemplarer i resten af verden.

## Trackliste
Alle sange er skrevet af Bruce Springsteen.
1. . "Radio Nowhere"
2. . "You'll Be Comin' Down"
3. . "Livin' in the Future"
4. . "Your Own Worst Enemy"
5. . "Gypsy Biker"
6. . "Girls in Their Summer Clothes"
7. . "I'll Work for Your Love"
8. . "Magic"
9. . "Last to Die"
10. . "Long Walk Home"
11. . "Devil's Arcade"
12. . "Terry's Song" (skjult sang)

## Medvirkende

### E Street Band
- Bruce Springsteen – forsanger, guitars, orgel, harmonika, synthesizer, glockenspiel
- Roy Bittan – klaver, orgel
- Clarence Clemons – saxofon, støttevokal
- Danny Federici – orgel, keyboards
- Nils Lofgren – guitars, støttevokal
- Patti Scialfa – støttevokal
- Garry Tallent – bas
- Steven Van Zandt – guitars, mandolin, støttevokal
- Max Weinberg – trommer

### Yderligere musikere
- Soozie Tyrell – violin på "Livin' in the Future", "I'll Work for Your Love", "Magic" og "Last to Die"
- Jeremy Chatzky – kontrabas på "Magic"
- Daniel Laufer – cello på "Devil's Arcade"
- Patrick Warren – Chamberlin, tack klaver på "Your Own Worst Enemy", "Girls in Their Summer Clothes", "Magic", "Long Walk Home" og "Devil's Arcade